# 杜拉木苏伦·奥云浩罗勒
杜拉木苏伦·奥云浩罗勒（？—）女，蒙古国人，蒙古国政治人物。

## 生平
1981年中学毕业。1986年，自蒙古国立师范大学毕业。2003年，自蒙古国立大学法学院毕业。她是教育学博士、教授，日本创价大学法学名誉博士，俄罗斯联邦安全、防卫、法律和秩序学院（Academy of Security, Defence, Law and Order, Russian Federation）教授。
1985年至1990年任中学教师。1987年至1989年任中学教务长。1989年至1990年任蒙古革命青年联盟书记。1991年至2000年，任奥特根腾格尔大学校长。2000年至2004年，任国家大呼拉尔委员。2004年至2008年，任奥特根腾格尔大学校长。2008年至2012年，任国家大呼拉尔委员。2008年至2009年任国家大呼拉尔社会政策、教育、文化和科学常设委员会主席。2008年至2012年，任蒙古-瑞士议会小组主席。2008年至2012年，任蒙古人民党执行委员会委员。2011年至2014年，任社会民主主义-蒙古妇女协会会长。2008年起，任蒙古科学院主席团成员。2012年，当选国家大呼拉尔委员，并出任国家大呼拉尔蒙古人民党核心小组副主席，同时出任国家大呼拉尔法律事务常设委员会委员、预算常设委员会委员，还任蒙古-中国议会小组副主席。2014年，出任社会民主主义-蒙古妇女协会名誉主席。
2016年7月，出任额尔登巴特内阁自然环境和旅游部部长。